# كارل شميت
كارل شميت (بالألمانية: Carl Schmitt) (ولد 11 يوليو 1888 - توفي 7 أبريل 1985) أحد أهم المفكرين الألمان وأكثرهم إشكالية في القرن العشرين. لكن ذلك لا يعني أن فلسفة وفكر هذا «العقل الخطر»، وفقاً لوصف جان ويرنر أستاذ الفكر الأوروبي في جامعة أكسفورد قد طواها النسيان، فشبحه مازال يلقي بظلاله على الفكر والسياسة الدولية، لأنه يعد من أكبر نقاد الفلسفة الليبرالية في القرن الماضي ومن أهم المفكرين الذين ناقشوا إشكاليات السياسة والدستور ومعضلة الحريات العامة، كما شمل تأثيره اليمين واليسار الأوروبي على حد سواء. وعلاوة على ذلك يعتبر كارل شميت أحد الممهدين فكرياً لأطروحات المحافظين الجدد اللذين يلعبون حالياً دوراً رئيسياً في صوغ السياسة الخارجية الأمريكية.
شغل فلاسفة القرن وما زال. البعض يعتبره مفكراً رجعياً لأنه ساند النظام النازي بعد وصوله إلى سدة الحكم في عام 1933، ومنهم من يرى فيه واحدا من أهم المفكرين السياسيين في القرن العشرين، لأن أفكاره ودقة تعبيراته لا تزال حية حتى الآن. عاش كارل شميث عمرا مديدا حيث قارب المائة سنة، وتأثر كثيرا بهزيمة ألمانيا في الحرب العالمية الأولى ومعاهدة فرساي، ولعل الدافع الخفي لفلسفته جاء بمثابة رد فعل عنيف على تلك الهزيمة. ولا بد من التذكير بأن شميت لم يكن المثقف الوحيد الذي وقف هذا الموقف. فماكس فيبر مثلا، أحد كبار مؤسسي علم الاجتماع المعاصر، تبنى نفس الموقف مثله مثل كثير من المثقفين الألمان.
ينحدر كارل شميث من أسرة كاثوليكية تنتمي إلى طبقة البرجوازية الصغيرة. درس في برلين، ميونيخ وستراسبورغ حيث حصل على شهادة الدكتوراه في مجال نظرية الدولة. وبداية من عام 1928 انتقل للتدريس في جامعة برلين التي ألف فيها أهم كتبه. وهناك بدأ بتوجيه سهام نقده لجمهورية فايمار الديمقراطية وخاصة لنظامها الدستوري الليبرالي التعددي حيث رأى فيه إضعافا لسلطة الدولة. كما وصل نقده إلى ذروته في كتاباته حول الديمقراطية البرلمانية التي رأى فيها «طريقة حكم بورجوازية متقادمة».

## كارل شميت عدو لدود للمجتمع المفتوح
بدأ كارل شميت في عام 1930 دفاعه الفلسفي عن نظام سياسي قائم على مبدأ الرئاسة الديكتاتورية. وفي عام 1933 احتفى بصعود هتلر إلى سدة الحكم ورأى في هذا الحدث دستورا مؤقتا لثورة عامة ومقدمة لنظام قانوني جديد. وقد انضم في أول مايو/ أيار من 1933 إلى صفوف الحزب النازي. وتجدر الإشارة أيضا إلى أنه طالب في مؤتمر الحزب حول اللاسامية والمنعقد في أكتوبر سنة 1936 بحذف أسماء الكتاب اليهود من الأدبيات القانونية، إلا أنه وبسبب علاقاته القديمة مع اليهود ثم تجريده من كل مناصبه ليحتفظ فقط بمنصبه كأستاذ في جامعة برلين.
ومع نهاية الحرب العالمية الثانية وهزيمة النازيين، تم سجنه لفترة قصيرة، لينسحب بعد ذلك من الحياة العامة ويعود إلى بلدته الأصلية بليتن برغ، بعد أن تم طرده من منصبه الجامعي. لم يندم كارل شميت عما قام به يوما، ولم يتراجع بطريقة صريحة عن أفكاره النازية. ولحد اليوم مازال نقده لليبرالية ذا تأثير وصدى كبيرين في الأوساط اليمينية المحافظة. وحتى يومنا هذا مازال ينظر إليه بجانب ارنست يونغر وأرنولد جهلن كأحد الأسس الفكرية للنظام النازي، ومن هذا المنظور اعتبره العالم الكبير كارل بوبر «عدواً لدوداً للمجتمع الليبرالي المفتوح».

## مفهوم السياسة عند كارل شميدت
يقول كارل شميت صاحب النظرة الثاقبة «إن السياسة هي قبل كل شيء القدرة على استكشاف العدو»، وهي ترتكز في نظر شميث على التفريق الصارم بين الصديق والعدو، وهذا يعني أنه لا يمكن فهم السياسية إلا على أساس الصراع بين القوميات المختلفة وهو صراع قد يصل إلى مرحلة الحرب أولا. ومن المعروف أن الحرب تمثل التحدي الأخطر في مجال السياسة لأنها مسألة حياة أو موت، وهذا ما تنساه أو تتناساه الليبرالية، ولهذا السبب ينتقدها شميت، فالليبرالية هي في نظره حرية الإنسان في أن يحيا حياة رديئة. الليبرالية تظل في نظره إيديولوجية المساومة وتمييع المواقف والمحافظة على السلام بأي ثمن.

## مفهوم السيادة بين العدو والصديق
تمثل السياسة في نظر شميت «قدر الإنسان» لأنه حيوان خطر بطبيعته. وهو يبلورها في نظرية السيادة التي يعَرفها على أنها «القدرة على الحسم في حالة الاستثناء التي يمر بها أحد الشعوب»، ويضيف بأن القائد السياسي لا تُعرف أهميته وقدرته الحقيقية إلا في حالة الخطر الأعظم، أي حالة الاستثناء التي تستدعي اتخاذ قرار خطير كقرار الحرب مثلا. ووفقاً لذلك يجب على القائد أن يتمتع بصفات لاهوتية، ومن هنا نتج مصطلح السياسي أو السياسة كعلم مقدس، لأن القرارات الناتجة عنها تحسم مصير البشر والمجتمع. إن السياسة يجب أن تفهم في نظر شميث ككفاح. هذه الكلمة أو الاستعارة التي يجب أن توقف عندها، ذلك إنها سيطرت أيضا على مجمل كتابات فيلسوف ألماني آخر ينتمي إلى نفس المرحلة، وربما ينتمي إلى نفس الإيديولوجية النازية وهو مارتن هايدغر. إن الصديق والعدو هما دائما في كفاح مستمر ضد بعضهما البعض. إن الكفاح هنا استعارة مضرجة بالدم، ذلك إنها لا تعني شيئا آخر سوى القتل الفيزيقيي للعدو. والسياسة نفسها دون كفاح ليست ممكنة.
آمن شميت بأن الكفاح هو الأداة الوحيدة الكفيلة بتوحيد الشعب. وهنا يلتقي كارل شميث نهارا جهارا بالأيديولوجية النازية، ناهيك عن دفاعه عن مفهوم الأمة النقي عرقياً، ورؤيته لليهود كخطر على الشعب لألماني، وهو يعيد ذلك إلى التناقض الديني الذي رأى فيه التربة الخصبة لقيام تناقض سياسي يستحيل تجاوزه على أرض الواقع. إن منطق السيادة كما كتب الفيلسوف الفرنسي جاك دريدا في كتابه «مارقون»، لا يعترف بغير «منطق الشبيه الأحادي والبعد الإمبريالي المعنى». فالآخر المختلف يظل خطرا، خطرا يجب التخلص منه مهما كلف الثمن. أفكار كهذه مهدت الطريق فكرياً لإبادة الملايين من اليهود ومن الشعوب الأخرى.

## فكر كارل شميت بين الشرق والغرب
لا تزال أفكار كارل شميت مؤثرة على صناعة القرار السياسي حتى الوقت الحاضر، وهو ما يظهر جلياً في الدور الفعال الذي يلعبه «المحافظون الجدد» في صوغ السياسية الأمريكية المعاصرة التي تسيطر أطروحاتهم التوسعية على استراتيجيتها السياسية والعسكرية، والتي تسعى إلى إرساء الهيمنة الأمريكية على منظومة العلاقات الدولية حتى لو اضطر الأمر إلى استخدام كل الوسائل. ويشكل الفيلسوف ليو شتراوس، الذي كان تلميذاً عند كارل شميت، عامل الربط بين فكر كارل شميت ورؤية المحافظين الجدد وذلك على الرغم من أن أيديولوجيتهم التبسيطية القائمة على افتراضات انتقائية بعيدة جدأً عن الزخم الفكري لكتابات ليو شتر واس ومعلمه كارل شميت.
والجدير بذكره في هذا السياق أن سيد قطب، المنظر الأكبر للحركات الإسلامية الراديكالية في القرن العشرين، كان قد تأثر بشكل غير مباشر بفكر شميت عن طريق ألكسي كارل، الطبيب والمفكر الفرنسي صاحب النزعة الفاشية، الذي قرأ سيد قطب كتبه وتأثر بها أثناء إقامته في فرنسا.
http://daharchives.alhayat.com/issue_archive/Hayat%20INT/2001/4/8/كارل-شميت-وقد-صار-موضع-إهتمام-الماركسيين-بعد-المحافظين.html

## بعض أعماله
البرلمانية والديمقراطية
نظرية السياسة
نوموس الأرض في القانون الدولى
اللاهوت السياسى
الرومانسية السياسية
الشرعية والمشروعية
نظرية الدستور
الدكتاتورية

## روابط خارجية
- كارل شميت على موقع IMDb (الإنجليزية)
- كارل شميت على موقع الموسوعة البريطانية (الإنجليزية)
- كارل شميت على موقع مونزينجر (الألمانية)